# Michael Rooker
Michael Rooker (Jasper, 6 de abril de 1955) é um ator estadunidense. Mais conhecido pelos seus papeis em The Walking Dead (Merle Dixon) e Guardiões da Galáxia (Yondu). Conhecido por ser um colaborador frequente do diretor James Gunn tendo trabalhado em 5 filmes dirigidos pelo mesmo.

## Carreira
Criado em Chicago por sua mãe divorciada, Rooker foi aprovado com sucesso no teste para a audição para a Goodman School, e após a formatura, apareceu em produções de teatro na área de Chicago.
Um ator pertencente às fileiras dos durões americanos, Michael Rooker é um co-adjuvante de destaque numa variedade de filmes. Com um bom porte físico e uma profunda voz rouca, Michael Rooker tem feito carreira essencialmente com participações secundárias em filmes como "Mississipi em Chamas", "Dias de Tempestade", "JFK - A Pergunta Que Não Quer Calar", "Cliffhanger" e "O 6.º Dia".
A sua participação mais memorável terá sido a sua estreia espetacular no cinema, no papel perturbador de um serial killer no filme de John McNaughton de 1986, "Henry - Retrato de um Assassino", a interpretação de Michael Rooker merece um especial destaque, pelo modo como dá corpo a Henry, tirando partido de um rosto impassível e explorando ao máximo um sangue-frio aterrador que se repercute nas suas parcas palavras.
Entre 2010 e 2013, esteve no elenco recorrente do estrondoso sucesso The Walking Dead, interpretando o implacável Merle Dixon, um personagem politicamente incorreto, racista e violento.
Rooker também fez uma participação especial no jogo Call of Duty: Black Ops, no mapa de expansão Call Of The Dead, fazendo papel de ele mesmo.

## Filmografia

### Cinema
| Ano  | Título                             | Papel                           | Notas          |
| ---- | ---------------------------------- | ------------------------------- | -------------- |
| 1986 | Henry: Portrait of a Serial Killer | Henry                           |                |
| 1987 | Light of Day                       | Oogie                           |                |
| 1987 | Rent-A-Cop                         | Joe                             |                |
| 1988 | Above the Law                      | Homem no bar                    |                |
| 1988 | Eight Men Out                      | Arnold "Chick" Gandil           |                |
| 1988 | Mississippi em Chamas              | Frank Bailey                    |                |
| 1989 | Sea of Love                        | Terry                           |                |
| 1989 | The Edge                           | Deputy Sheriff                  | Filme para TV  |
| 1989 | L.A. Takedown                      | Bosko                           | Filme para TV  |
| 1989 | Music Box                          | Karchy Laszio                   |                |
| 1990 | Days of Thunder                    | Rowdy Burns                     |                |
| 1991 | JFK                                | Bill Broussard                  |                |
| 1992 | Afterburn                          | Casey "Z" Zankowski             | Filme para TV  |
| 1993 | The Dark Half                      | Sherife Alan Pangborn           |                |
| 1993 | Cliffhanger                        | Hal Tucker                      |                |
| 1993 | Tombstone                          | Sherman McMasters               |                |
| 1994 | Suspicious                         | Attendent                       | Curta-metragem |
| 1994 | The Hard Truth                     | Jonah Mantz                     |                |
| 1995 | Mallrats                           | Jared Svenning                  |                |
| 1995 | Johnny & Clyde                     | Frank Tennant                   | Filme para TV  |
| 1996 | Bastard Out of Carolina            | Uncle Earle                     |                |
| 1996 | The Trigger Effect                 | Gary                            |                |
| 1996 | Keys to Tulsa                      | Keith Michaels                  |                |
| 1996 | Back to Back                       | Bob Malone                      | Filme para TV  |
| 1997 | Song of Hiawatha                   | Bertrand                        |                |
| 1997 | Rosewood                           | Sheriff Walker                  |                |
| 1997 | Deceiver                           | Kennesaw                        |                |
| 1998 | The Replacement Killers            | Stan "Zeedo" Zedkov             |                |
| 1998 | Shadow Builder                     | Father Vassey                   |                |
| 1998 | Brown's Requiem                    | Fritz Brown                     |                |
| 1998 | Renegade Force                     | Matt Cooper                     |                |
| 1999 | A Table for One                    | Matt Draper Dr. Matthew Swan    |                |
| 1999 | The Bone Collector                 | Capitão Howard Cheney           |                |
| 2000 | Table One                          | Rowdy                           |                |
| 2000 | Here on Earth                      | Malcolm Arnold                  |                |
| 2000 | NewsBreak                          | John McNamara                   |                |
| 2000 | O 6.º Dia                          | Robert Marshall                 |                |
| 2001 | Replicant                          | Det. Jake Riley                 |                |
| 2001 | Hostage Rescue Team                | Special Agent Nicholas Roberts  | Filme para TV  |
| 2002 | Undisputed                         | AJ Mercker                      |                |
| 2003 | The Box                            | Det. Stafford                   |                |
| 2003 | On Thin Ice                        | Hopkins                         | Filme para TV  |
| 2003 | Saving Jessica Lynch               | Col. Curry                      | Filme para TV  |
| 2004 | Skeleton Man                       | Capt. Leary                     | Filme para TV  |
| 2004 | The Eliminator                     | Miles Dawson                    |                |
| 2005 | Chasing Ghosts                     | Mark Spencer                    |                |
| 2006 | Lenexa, 1 Mile                     | Russ                            |                |
| 2006 | Slither                            | Grant Grant                     |                |
| 2007 | Whisper                            | Sidney                          |                |
| 2008 | The Lena Baker Story               | Randolph County Sheriff         |                |
| 2008 | Jumper                             | William Rice                    |                |
| 2008 | This Man's Life                    | Richard Crummly                 | Curta-metragem |
| 2009 | Super Capers                       | Juiz / Dark Winged Vesper       |                |
| 2009 | Penance                            | Mann                            |                |
| 2009 | Busca Explosiva 2                  | Church                          | Meteor         |
| 2010 | Scott's Dead                       | Mitch                           | Curta-metragem |
| 2010 | Freeway Killer                     | Detective St. John              |                |
| 2010 | Blood Done Sign My Name            | Defensor Attorney Billy Watkins |                |
| 2010 | Cell 213                           | Ray Clement                     |                |
| 2010 | DC Showcase: Jonah Hex             | Red Doc                         | Voz            |
| 2010 | Louis                              | Pat McMurphy                    |                |
| 2010 | Matadors                           | John Canterna                   | Filme para TV  |
| 2010 | Super                              | Abe                             |                |
| 2010 | Atlantis Down                      | Pai / Alien                     |                |
| 2011 | Mysteria                           | Capitão McCarthy                |                |
| 2011 | Elwood                             | Condello                        | Curta-metragem |
| 2012 | Pennhurst                          | Dount Shop Employee             | Diretor        |
| 2012 | Hypothermia                        | Ray Pelletier                   |                |
| 2012 | Outlaw Country                     | Larkin's Henchman               | Filme para TV  |
| 2013 | Brother's Keeper                   | Chief Carver                    |                |
| 2014 | Guardiões da Galáxia               | Yondu Udonta                    |                |
| 2016 | The Belko Experiment               | Bud Melks                       |                |
| 2017 | Guardiões da Galáxia Vol. 2        | Yondu Udonta                    |                |
| 2019 | Brightburn                         | Big T                           |                |
| 2020 | Love and Monsters                  | Clyde                           |                |
| 2021 | Velozes e Furiosos 9               | Buddy                           |                |
| 2021 | O Esquadrão Suicida                | Brian Durlin / Sábio            |                |
| 2021 | Vivo                               | Lutador                         |                |
| 2022 | Corrective Measures                | Supervisor Warden Devlin        |                |
| 2022 | White Elephant                     | Gabriel Tancredi                |                |
| 2023 | Guardiões da Galáxia Vol. 3        | Yondu Udonta                    |                |
| 2023 | Fast X                             | Buddy                           |                |

### Televisão
| Ano       | Título           | Papel                  | Notas |
| --------- | ---------------- | ---------------------- | --- |
| 1986      | Crime Story      | Lieutenant             | Episódio: "Pilot"                                                                                               |
| 1988      | The Equalizer    | Bill Whitaker          | Episódio: "No Place Like Home"                                                                                  |
| 1989      | Gideon Oliver    | Det. John Quinn        | Episódio: "Sleep Well, Professor Oliver"                                                                        |
| 1990      | Equal Justice    | Wallace 'Wally' Dalton | Episódio: "Sugar Blues"                                                                                         |
| 1995      | Fallen Angels    | Babe McCloor           | Episódio: "Fly Paper"                                                                                           |
| 2001      | The Outer Limits | Col. Beckett           | Episódio: "Patient Zero"                                                                                        |
| 2002      | Jeremiah         | Major Quantrell        | Episódio: "Firewall"                                                                                            |
| 2003      | Tremors          | Kinney                 | Episódio: "Hit and Run"                                                                                         |
| 2003      | Lucky            | Gibby                  | Episódio: "Savant"                                                                                              |
| 2003      | Stargate SG-1    | Col. Edwards           | Episódio: "Enemy Mine"                                                                                          |
| 2003      | CSI: Miami       | Marty Jones            | Episódio: "Dead Zone"                                                                                           |
| 2004      | Las Vegas        | Marcus Wexler          | Episódio: "Degas Away with It"                                                                                  |
| 2005      | Numb3rs          | Don's Partner          | Episódio: "Unaired Pilot"                                                                                       |
| 2005      | JAG              | Capt. Jack Ramsey      | Episódio: "Heart of Darkness"                                                                                   |
| 2006      | Thief            | Det. John Hayes        | Minissérie de TV                                                                                                |
| 2007      | Crossing Jordan  | Shawn Curaco           | Episódio: "D.O.A."                                                                                              |
| 2008      | Law & Order      | Jamie Yost             | Episódio: "Executioner"                                                                                         |
| 2008      | Shark            | Oscar Riddick          | Episódio: "Bar Fight"                                                                                           |
| 2008      | Chuck            | Mauser                 | Episódio: "Chuck Versus Santa Claus"                                                                            |
| 2008      | Humanzee!        | Priest                 | Episódio: "Pilot"                                                                                               |
| 2009      | Meteor           | Calvin Stark           | Minissérie de televisão                                                                                         |
| 2009      | Criminal Minds   | Chief Carlson          | Episódio: "House on Fire"                                                                                       |
| 2009      | Psych            | Garth Longmore         | Episódio: "Shawn Takes a Shot in the Dark"                                                                      |
| 2010      | Burn Notice      | Dale Lawson            | Episódio: "Guilty as Charged"                                                                                   |
| 2010-2013 | The Walking Dead | Merle Dixon            | Temporada 1 (recorrente; 2 episódios) Temporada 2 (convidado; 1 episódio) 3.ª temporada (regular; 11 episódios) |
| 2012      | Archer           | Sheriff EZ Ponder      | Episódio: "Bloody Ferlin" (Voz)                                                                                 |

### Jogos eletrônicos
| Ano  | Título                                             | Papel          | Notas                       |
| ---- | -------------------------------------------------- | -------------- | --------------------------- |
| 2004 | The Chronicles of Riddick: Escape from Butcher Bay | Centurion Jack | Voz                         |
| 2006 | Scarface: The World Is Yours                       | Additional Voz | Voz                         |
| 2010 | Call of Duty: Black Ops Zombie(Call Of The Dead)   | ele próprio    | Voz                         |
| 2011 | Days of Thunder                                    | Crew Chief     | Voz                         |
| 2012 | Lollipop Chainsaw                                  | Vikke          | Voz                         |
| 2012 | Call of Duty: Black Ops II                         | Mike Harper    | Voz e captura de movimentos |
| 2013 | The Walking Dead: Survival Instinct                | Merle Dixon    | Voz                         |

## Como produtor
- 1998 – Lista Negra (Brown's Requiem)

## Televisão
- 2010 – The Walking Dead (Série de televisão)
- 2006 – Thief (Série de televisão)
- 1989 – Os Tiras de Los Angeles (L.A. Takedown) (para televisão)

## Video-games
- 2013 – The Walking Dead: Survival Instinct, Merle
- 2012 – Call of Duty: Black Ops 2, Harper